# Višňové, Revúca
Višňové este o comună slovacă, aflată în districtul Revúca din regiunea Banská Bystrica. Localitatea se află la altitudinea de 252 m deasupra n.m., se întinde pe o suprafață de 8,27 km2 și în 2017 număra 70 de locuitori. Se învecinează cu Chvalová, Skerešovo, Držkovce, Kameňany și Rybník.

## Istoric
Localitatea Višňové este atestată documentar din 1296.

## Demografie
| An:                | 1994 | 2004   | 2014   | 2024   |
| ------------------ | ---- | ------ | ------ | ------ |
| Număr de persoane: | 56   | 59     | 64     | 61     |
| Diferență:         |      | +5,35% | +8,47% | −4,68% |

| An:                | 2023 | 2024   |
| ------------------ | ---- | ------ |
| Număr de persoane: | 60   | 61     |
| Diferență:         |      | +1,66% |